# Las aventuras de Michel Tanguy y Laverdure

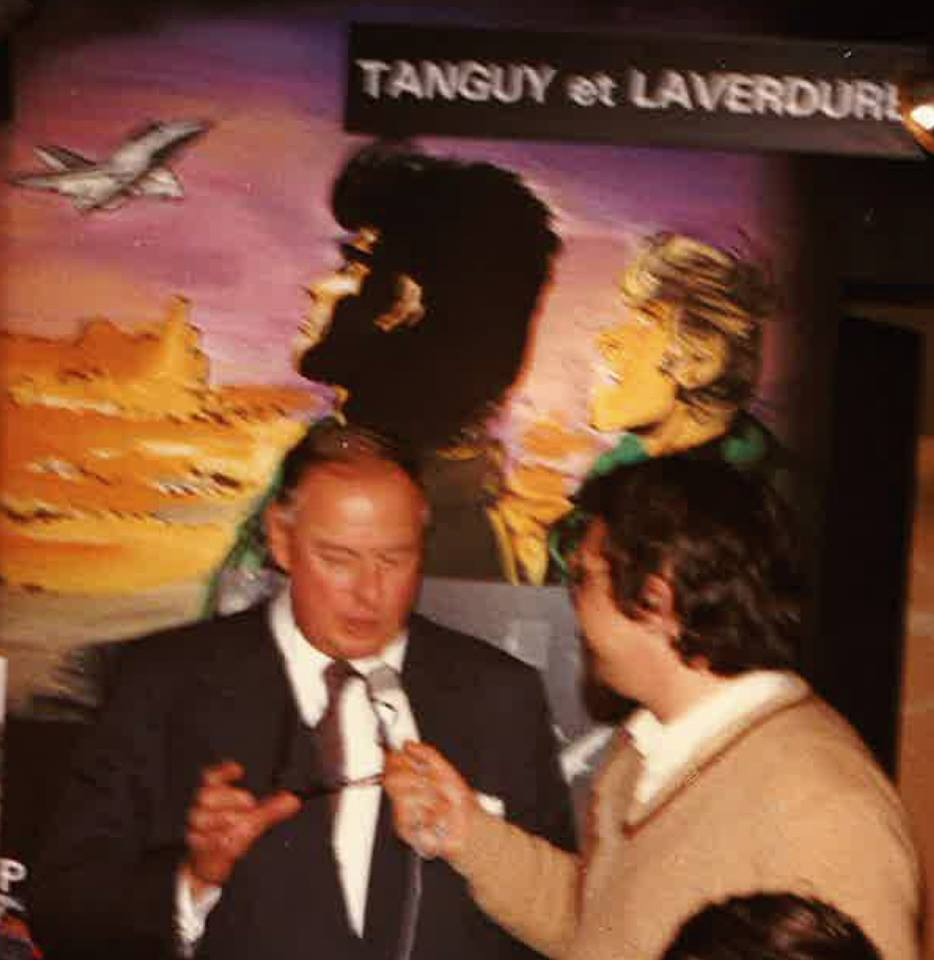
Charlier en la edición de 1983 del Festival de Angulema.

Las aventuras de Michel Tanguy y Laverdure (título original en francés, Les Aventures de Tanguy et Laverdure) es una serie de cómic franco-belga (bande dessinée) creada por Jean-Michel Charlier (guionista) y Albert Uderzo (dibujante), acerca de los pilotos Michel Tanguy y Ernest Laverdure y sus aventuras en la Fuerza Aérea Francesa. 
Inicialmente titulada Michel Tanguy, la serie apareció por primera vez en la revista Pilote el 29 de octubre de 1959, y fue posteriormente publicada en 27 álbumes con diversos dibujantes desde 1961. Las aventuras de Tanguy y Laverdure le ofreció a los lectores de Pilote una serie que competía con las más antiguas Les Aventures de Buck Danny, publicada en Le Journal de Spirou (y de hecho, cocreada por Charlier), y Dan Cooper, que se publicaba en la revista Tintín.
Tras su publicación inicial en 1959, la serie se publicó de manera continua en Pilote hasta junio de 1971. Luego empezó a ser publicada en Tintín (1973), en Super As (1979/1980), en la revista católica Le Pélerin (alrededor de 1981/1984) y en Moustique Junior (Bélgica; 1988). En 2002, la serie volvió a publicarse con dos nuevo autores, tras un largo receso causado por la muerte de Charlier. Hay traducciones de los álbumes de esta serie en neerlandés, alemán, danés, sueco, indonesio, inglés, castellano, portugués y serbocroata. También se adaptó en una serie de televisión, Les Chevaliers du Ciel, que se emitió inicialmente entre 1967 y 1969, y entre 1988 y 1991, y después se readaptó en una película de 2005 titulada Héroes del cielo.
Entre los episodios más representativos del cómic, cabe citar:
- Canon Bleu ne répond plus seguido de Cap Zéro: un ejemplo de la línea clara realista de Albert Uderzo, en un ambiente exótico del Ártico; Tanguy y Laverdure se cruzan con Buck Danny (protagonista de la serie homónima de pilotos) en algunos casos.

- Les Vampires attaquent la nuit seguido de la Terreur vient du ciel: uno de los guiones más complejos de Jean-Michel Charlier, tal vez profético (el argumento recuerda en numerosos aspectos la amenaza terrorista del caso AZF en 2004), ilustrado por Jijé. Por primera vez en la historia del cómic franco-belga, Charlier y Jijé hacen intervenir personajes reales (el presidente Georges Pompidou) para reforzar la credibilidad del relato, al que por ello se puede clasificar como uno de los primeros techno-thriller en lengua francesa.

## Trama
Michel Tanguy y Ernest Laverdure son dos amigos inseparables en la escuela de aviación con personalidades totalmente opuestas: Tanguy es serio, honesto y abnegado, mientras que Laverdure es excéntrico y torpe, además de un irredento perseguidor de faldas, pero un buen compañero en situaciones difíciles y misiones peligrosas, a las que frecuentemente se enfrentan. Los dos pilotos, que son ases del vuelo y eficaces defensores de su patria, son enviados de manera cotidiana en misiones peligrosas y de espionaje.
Al finalizar su formación en la Escuela militar del Aire de Salon-de-Provence, son enviados al norte del Marruecos Francés, a  Mequinez, para mejorar sus conocimientos en combate aéreo, concretamente, para especializarse en la escuela de caza del "Armee de l´Air" entonces basada ahí. Al poco de llegar se les asigna una misión: buscar una ojiva que contiene información confidencial. En esa aventura vuelan un T-33 y se enfrentan con cazas de una potencia extranjera no identificada.
Más tarde, Tanguy y Laverdure vuelven a Francia donde inicialmente pilotan un cazabombardero Dassault Super Mystère, para posteriormente integrarse en la unidad de caza por excelencia de la fuerza aérea francesa: el escuadrón de las Cigüeñas (Cigognes) donde pasan a pilotar un Mirage III C. Posteriormente pasan a pilotar diversas variantes del "Mirage".

## Álbumes[3]
1. L'École des Aigles, Dargaud, colección « Pilote », 1961
Guion: Jean-Michel Charlier - Dibujo: Albert Uderzo

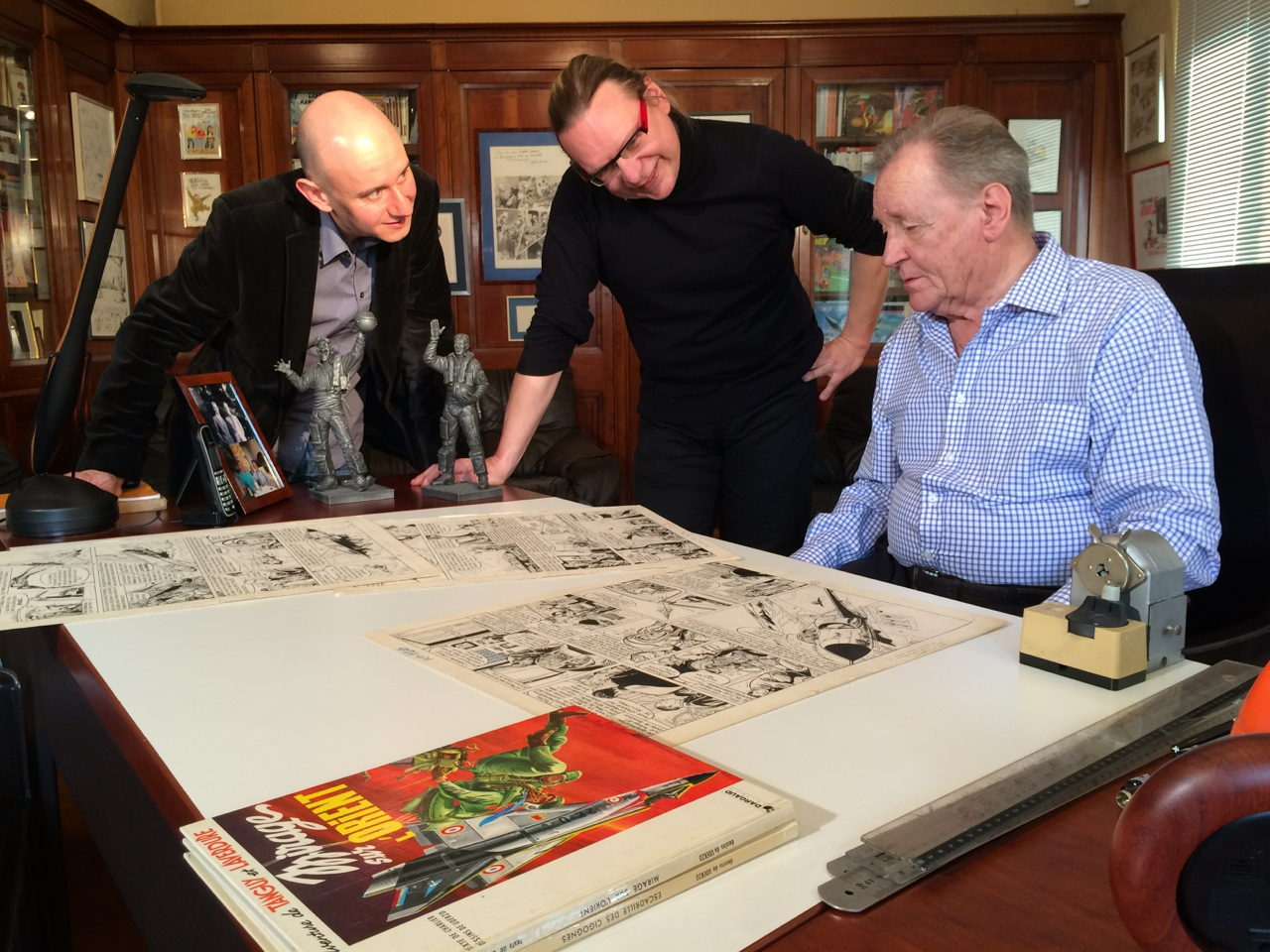
Foto del 2015: Uderzo y la portada de Mirage sur l'Orient (n.º 5 de la serie, de 1965)

2. Pour l'honneur des cocardes, Dargaud, colección « Pilote », 1962
Guion: Jean-Michel Charlier - Dibujo: Albert Uderzo
3. Danger dans le ciel, Dargaud, colección « Pilote », 1963
Guion: Jean-Michel Charlier - Dibujo: Albert Uderzo
4. Escadrille des cigognes, Dargaud, colección « Pilote », 1964
Guion: Jean-Michel Charlier - Dibujo: Albert Uderzo
5. Mirage sur l'Orient, Dargaud, colección « Pilote », 1965
Guion: Jean-Michel Charlier - Dibujo: Albert Uderzo
6. Canon bleu ne répond plus, Dargaud, 1966
Guion: Jean-Michel Charlier - Dibujo: Albert Uderzo
7. Cap Zéro, Dargaud, 1967
Guion: Jean-Michel Charlier - Dibujo: Albert Uderzo
8. Pirates du ciel, Dargaud, 1967
Guion: Jean-Michel Charlier - Dibujo: Albert Uderzo, Marcel Uderzo y Jean Giraud
9. Les Anges noirs, Dargaud, 1968
Guion: Jean-Michel Charlier - Dibujo: Jijé
10. Mission spéciale, Dargaud, 1968
Guion: Jean-Michel Charlier - Dibujo: Jijé, Albert Uderzo - Color : Yves Thos
11. Destination Pacifique, Dargaud, 1969
Guion: Jean-Michel Charlier - Dibujo: Jijé, Daniel Chauvin
12. Menace sur Mururoa, Dargaud, 1969
Guion: Jean-Michel Charlier - Dibujo: Jijé, Daniel Chauvin
13. Lieutenant Double Bang, Dargaud, 1970
Guion: Jean-Michel Charlier - Dibujo: Jijé, Daniel Chauvin
14. Baroud sur le désert, Dargaud, 1970
Guion: Jean-Michel Charlier - Dibujo: Jijé, Daniel Chauvin
15. Les vampires attaquent la nuit, Dargaud, 1971
Guion: Jean-Michel Charlier - Dibujo: Jijé, Daniel Chauvin
16. La terreur vient du ciel, Dargaud, 1971
Guion: Jean-Michel Charlier - Dibujo: Jijé, Daniel Chauvin
17. Mission « dernière chance », Dargaud, 1972
Guion: Jean-Michel Charlier - Dibujo: Jijé
18. Un DC.8. a disparu, Dargaud, 1973
Guion: Jean-Michel Charlier - Dibujo: Jijé, Patrice Serres
19. La Mystérieuse Escadre Delta, Fleurus, 1979
Guion: Jean-Michel Charlier - Dibujo: Jijé
20. Opération Tonnerre, Novedi, 1981
Guion: Jean-Michel Charlier - Dibujo: Jijé, Patrice Serres
21. Premières Missions, Hachette, 1981
Guion: Jean-Michel Charlier - Dibujo: Jijé, Daniel Chauvin
22. Station Brouillard, Hachette, 1982
Guion: Jean-Michel Charlier - Dibujo: Jijé, Daniel Chauvin
23. Plan de vol pour l'enfer, Hachette, 1982
Guion: Jean-Michel Charlier - Dibujo: Patrice Serres
24. L'Espion venu du ciel, Novedi, 1984
Guion: Jean-Michel Charlier - Dibujo: Patrice Serres
25. Survol interdit, Novedi, 1988
Guion: Jean-Michel Charlier - Dibujo: Al Coutelis
26. Prisonniers des Serbes, Dargaud, 2002
Guion: Jean-Claude Laidin - Dibujo: Yvan Fernández - Color : Jocelyne Charrance
27. Opération opium, Dargaud, 2005
Guion: Jean-Claude Laidin - Dibujo: Renaud Garreta - Color : Jocelyne Charrance
Fuera de serie: L'avion qui tuait ses pilotes, Hachette, colección « Bibliothèque verte », 1971
Guion: Jean-Michel Charlier - Dibujo y color : Jijé

### Spin-off de 2016
Desde 2016, se ha publicado una nueva serie de aventuras de Tanguy et Laverdure, con el título completo de Une aventure "Classic" de Tanguy et Laverdure. De forma similar al spin-off "Buck Danny Classic", se enfoca en la aventuras de los dos héroes en el pasado, mostrando las raíces de su éxito.

#### Matthieu Durand, Patrice Buendia y Jean-Michel Charlier
| No. | Título original en francés    | Título en castellano            | Arco argumental                           | Fecha de publicación (álbum) |
| 1)  | Menace sur Mirage F1          | Amenaza en el Mirage F1         | Primer volumen de aventura en dos partes  | 04/2016                      |
| 2)  | L'avion qui tuait ses pilotes | El avión que mató a sus pilotos | Segundo volumen de aventura en dos partes | 04/2017                      |

#### Matthieu Durand, Hubert Cunin, Patrice Buendia y Ketty Formaggio

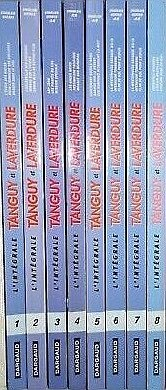
Integral

| 3) | Coup de feu dans les Alpes   | Disparos en los Alpes         | Primer volumen de aventura en dos partes  | 04/2019            |
| 4) | Le Pilote qui en savait trop | El piloto que sabía demasiado | Segundo volumen de aventura en dos partes | 2021 (a continuar) |